# Liner-Lock

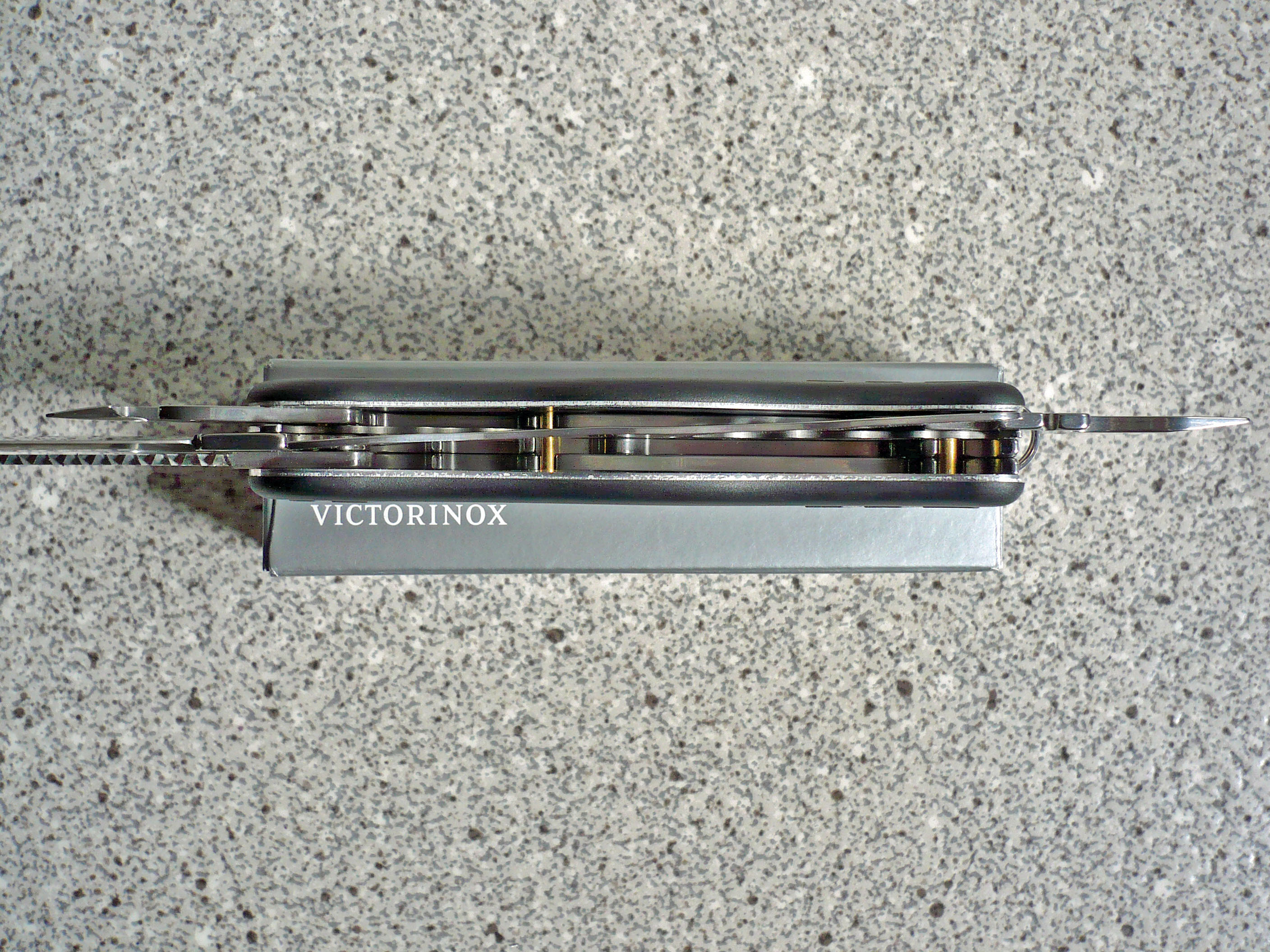
Soldatenmesser mit Liner-Lock-System

Der Liner-Lock ist ein Ver- und Entriegelungsmechanismus bei Klappmessern. Das hintere Ende der Klinge, das sich im Griff befindet, hat eine abgeflachte Kante. Wenn die Klinge ganz aufgeklappt wird, rastet eine im Griff angebrachte, mit dem Messer fest verbundene Feder ein. Um die Klinge wieder zu entriegeln, muss die Blattfeder mit dem Daumen beiseite gedrückt werden, so dass mit der anderen Hand die Klinge zusammengeklappt werden kann.